# Amandola
Amandola là một đô thị ở tỉnh Ascoli Piceno ở vùng Marche, khoảng 70 km về phía nam của Ancona và khoảng 25 km về phía tây bắc của Ascoli Piceno. Tại thời điểm ngày 31 tháng 12 năm 2005, đô thị này có dân số 3.931 người và diện tích 69.4 km².
Đô thị Amandola bao gồm các frazioni (các đơn vị trực thuộc, chủ yếu là thôn làng) Botundoli, Buzzaccheri, San Cristoforo, Villa Fiorentina, Bore, Cese, Montane, Taccarelli, Rustici, Paolucci, Le Piane, Casa di Carlo, Merli, Vidoni, Garulla Superiore, Garulla Inferiore, Casalicchio, Francalancia, Capovalle, Paterno, Casa Coletta, Moglietta, Campo di Masci, Casa Innamorati, Colle San Fortunato, Casa Paradisi Inferiore, Casa Paradisi Superiore, Ciaraglia, Vena, Verri, Salvi, Casa Tasso, Colle Turano, Scagnoli, Villa Conti, Marnacchia, Coriconivà San Ruffino.
Amandola giáp các đô thị: Comunanza, Gualdo, Monte San Martino, Montefalcone Appennino, Montefortino, Penna San Giovanni, Sarnano, Smerillo.

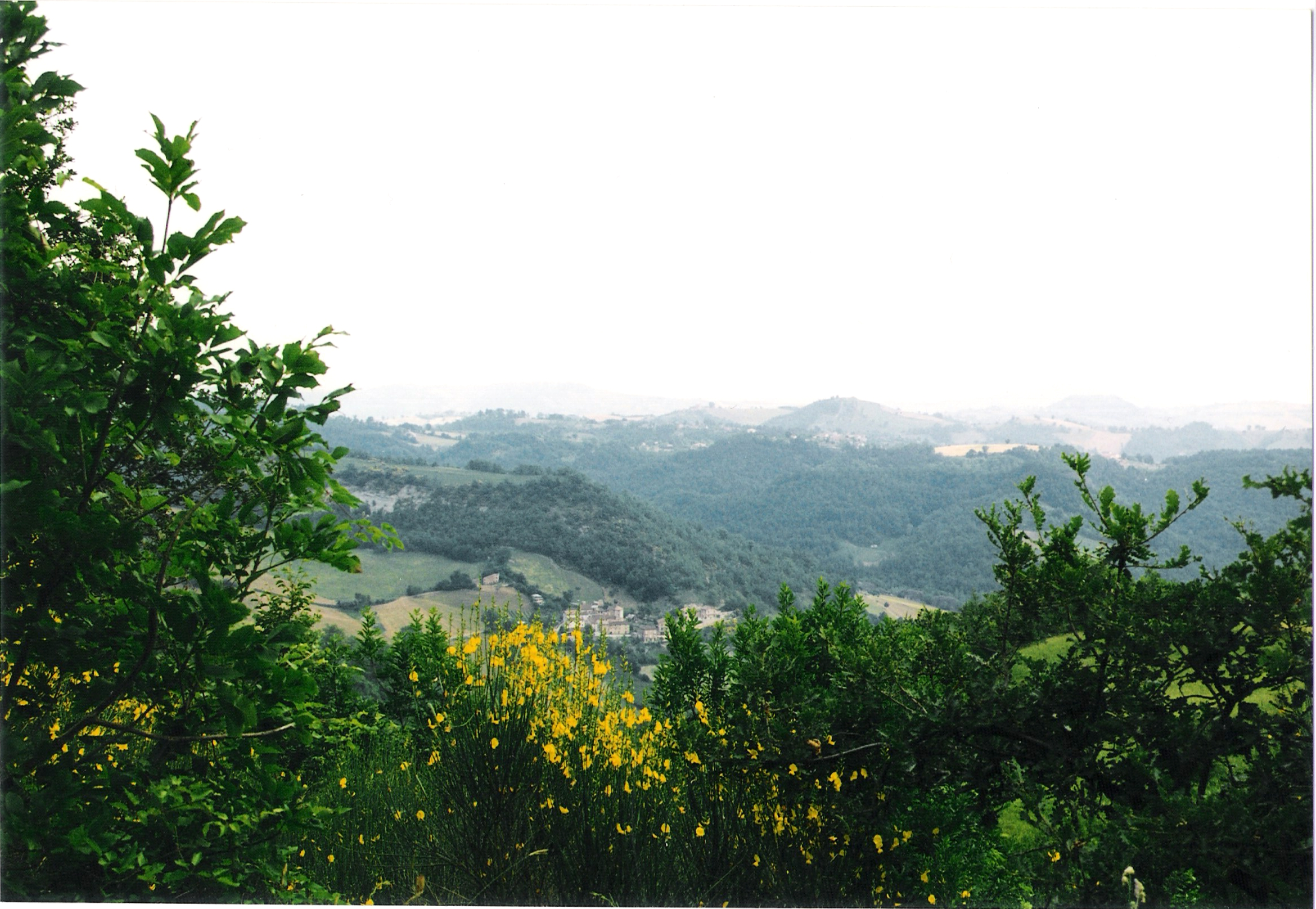
Cảnh thôn quê nhìn gần Paterno